# 金剛丸
金剛丸（こんごうまる、Kongou maru）は、鉄道省が運航していた関釜連絡船の鉄道連絡船。金剛丸型の第1船である。姉妹船には興安丸がある。

## 命名の由来
朝鮮半島の名山金剛山（現在の朝鮮民主主義人民共和国（北朝鮮）江原道にある）の名をとり命名。

## 航跡

### 数々の新機軸
鉄道省関釜連絡船は山陽鉄道時代の1903年9月11日に開設され、1904年12月の鉄道国有化とともに鉄道院に引き継がれた。日本と朝鮮・満州を結ぶ大動脈である関釜航路の乗客・貨物は年々増加し、鉄道省はこれに対応するため景福丸・徳寿丸・昌慶丸を建造して就航させていたが、1932年に「満州国」が建国されると渡航制限が加わるほどに輸送が逼迫し、更なる輸送力の増強が必要となってより大型の新造船を投入することになった。
金剛丸は、この新造船の第1船として、1936年10月に三菱重工業長崎造船所で建造された。速力は、これまでの日本商船の最高記録23ノット超を示し、従来8時間を要した関釜夜行便を7時間に短縮した。船首は、従来の海峡渡船型とは異なり巡洋艦を意識した軽く傾斜したものとなり、上部は美しい曲線で前面に湾曲し、船尾は華奢な型となっている。石炭を炭庫に運ぶためにベルトコンベアを採用すると同時に、船内で使用する電力を世界で初めて全面交流化した。この結果発電機は従来の直流発電機の70％程度の容積・重量で済んだほか、既製の電機機器を利用してイニシャルコストを低減し、桟橋に係留中は陸上の電力を使用してランニングコストの低減を図った。また湿度をも調節するキャリア式冷房機によって全室冷暖房を完備し、旅客も乗組員も四季を通じて快適に航海することができた。
客室の構成は旅客が最も集中する夜航便に使用する目的で計画され、各種のパブリック・スペースをあえて備えず客室の利用を多くするとともに、乗降船時の雑踏を緩和し税関・検疫などの受検所とするために出入口に広く明るい大ホールを設けた。このホールは税関と検疫が済むと3等客にも談話室、喫煙室あるいは娯楽室として開放し、鉄道案内所・食堂・スタンド式売店を隣接させた。客室は、1等が遊歩甲板、2等が次の船橋楼甲板、3等がその下の上甲板と第2甲板になっていた。船内の装飾は、モダンな中に朝鮮様式を踏まえたものが施されていた。

### 連絡船として就航
金剛丸は1936年11月15日に就航した。1937年1月31日に就航した姉妹船の興安丸とあわせ、関釜航路の旅客定員は倍増し、これによって渡航制限が解除された。しかし、関釜間の旅客には日本軍や満蒙開拓団なども加わり、1937年に100万人を超え、1942年には実に300万人を超える激増ぶりであった。こうした需要の急増から、引き続いて天山丸・崑崙丸が建造されたが、軍艦の建造のしわ寄せを受けて完成は大幅に遅れ、天山丸は1942年、崑崙丸は1943年にようやく就航することとなる。なお、金剛丸を徴用し鳳翔と同サイズの小型護衛空母に改装することが検討されていたが、実現しなかった。
戦争の激化に伴い日本近海で商船が沈められる被害が相次いだため、関釜連絡船にはいっそう負担がかかることとなり、金剛丸も本来の関釜連絡船以外にも博釜連絡船で運用された。
金剛丸は1945年5月27日に釜山から博多へ向かう途中、博多湾で機雷に触雷し、死者1名負傷者4名の被害を受けた。この触雷の浸水がひどく、沈没を防ぐために残島付近の海岸に座礁し、そこで終戦を迎えた。

### 戦後
1946年3月に金剛丸の引揚作業が着手され、同年7月に引き揚げられる。修理完了後、興安丸はGHQの日本商船管理局（Shipping Control Authority for the Japanese Merchant Marine, SCAJAP）によりSCAJAP-K123の管理番号を与えられた。
1950年7月、朝鮮戦争のためアメリカ軍の傭船となる。1951年10月26日、釜山から佐世保港へ向かう途中、ルース台風のため五島列島宇久島沖で座礁し、傭船解除となる。離礁不可能のため、1953年10月に売却され、現地で解体された。

## その他

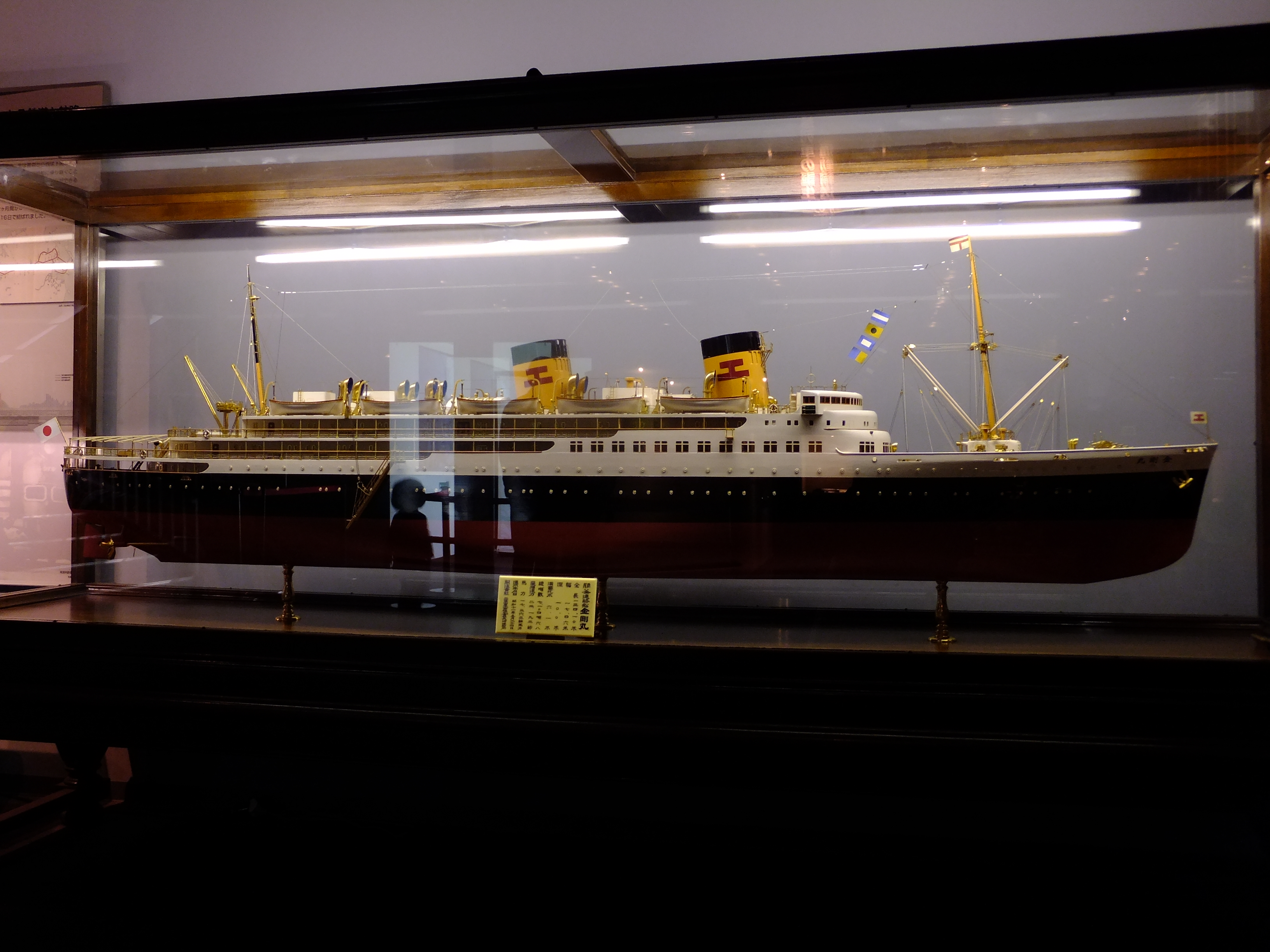
鉄道博物館にて展示されている金剛丸の模型

埼玉県さいたま市の鉄道博物館に金剛丸の模型が展示されている。
1943年10月5日未明、崑崙丸がアメリカ海軍の潜水艦ワフーの魚雷直撃を受け沈没し、死者行方不明者583人を出しているが、金剛丸はその前の便として運航されていた。